# Togo (pohoří)
Togo (francouzsky Chaîne du Togo) je horské pásmo, které se táhne přes centrální oblast západoafrického Toga a přes východní a západní hranice této země do východní Ghany a severního Beninu. V Ghaně je známé jako Akwapim (anglicky Akwapim Hills) a v Beninu jako pohoří Atakora (francouzsky Chaîne de l'Atakora). Část pohoří zasahuje do Nigeru, kde se nachází národní park „W“. V minulosti se v této oblasti vyskytoval pes hyenovitý (Lycaon pictus), kterému však nyní v této oblasti hrozí vyhubení.
Nejvyšším vrcholem pásma je Mont Agou, se svými 986 metry je zároveň nejvyšší horou Toga. Do pásma náleží také nejvyšší hora Beninu, Mont Sokbaro (658 m n. m.) a Tanekas (641 m n. m.). V severní části hor na území Beninu pramení řeka Oti. Pohoří se skládá hlavně z pískovců, břidlic a křemenců.

## Galerie

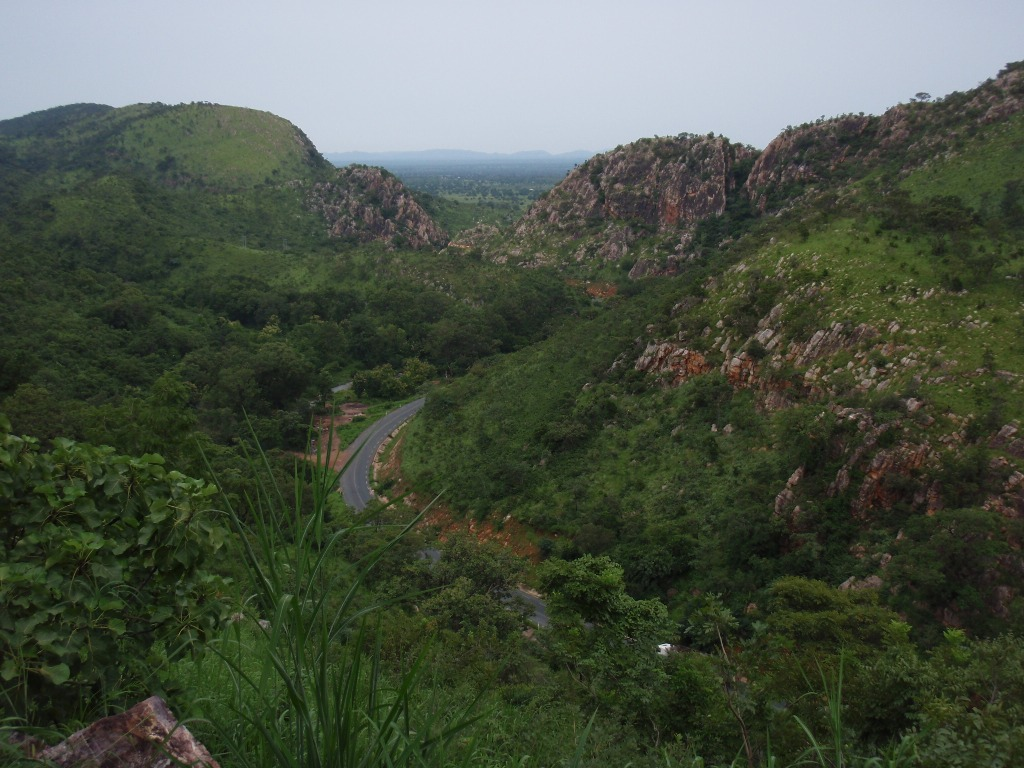
Pohled na pohoří a silnici vedoucí z Natitingou do Tanguiety
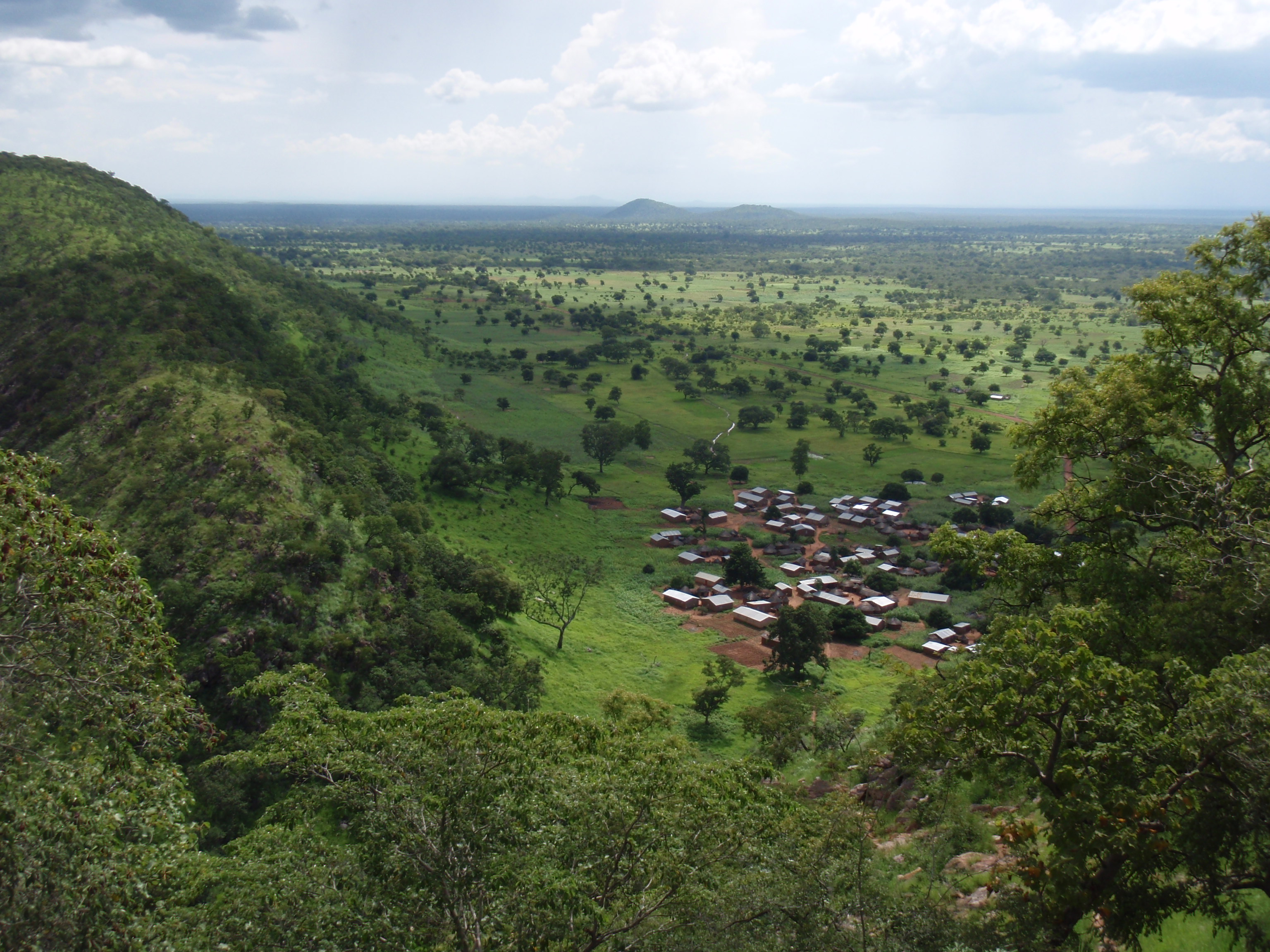
Pohled na pohoří u vchodu do národního parku Pendjari
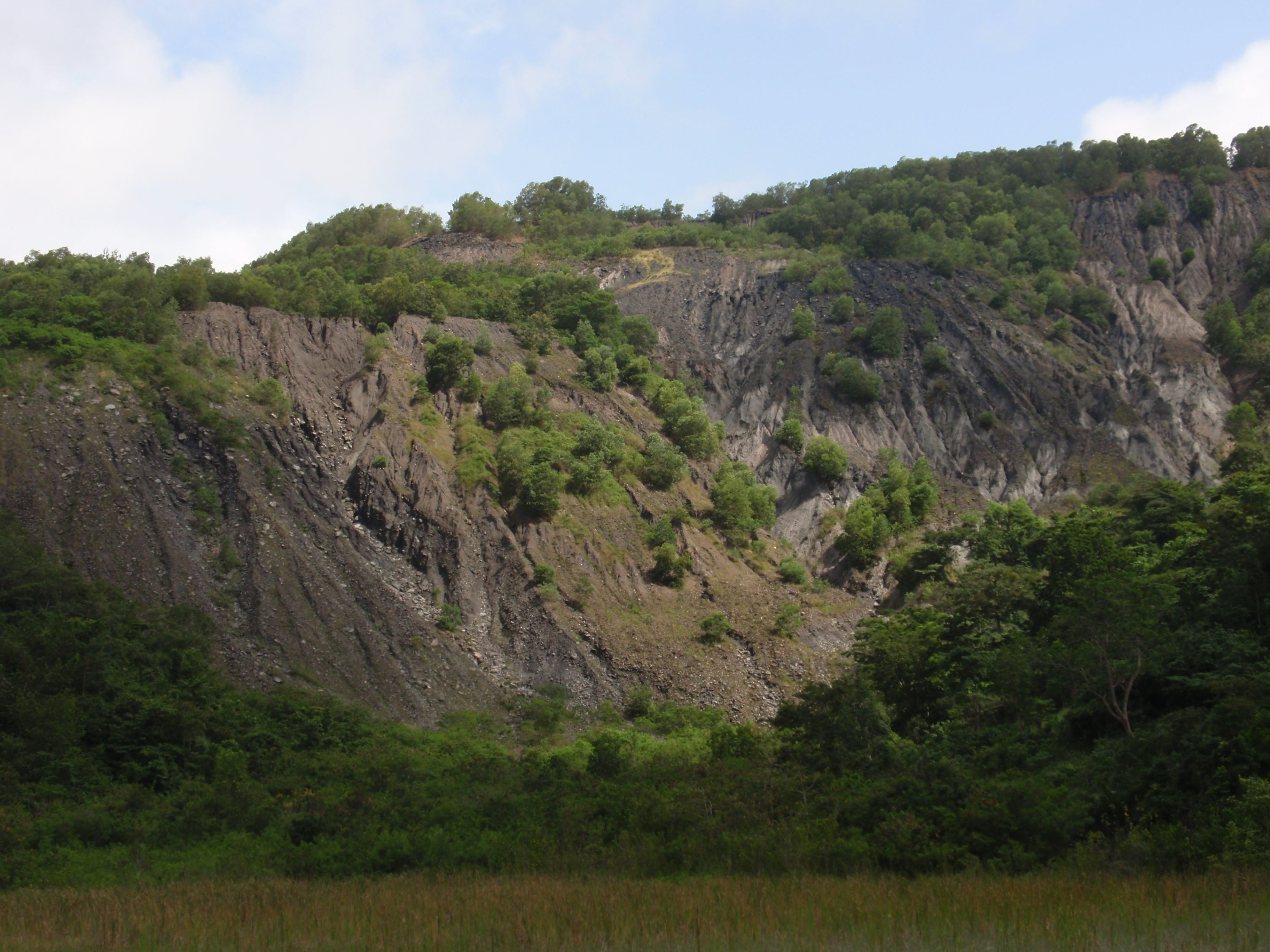
Údolí, které je součástí pohoří Akwapim
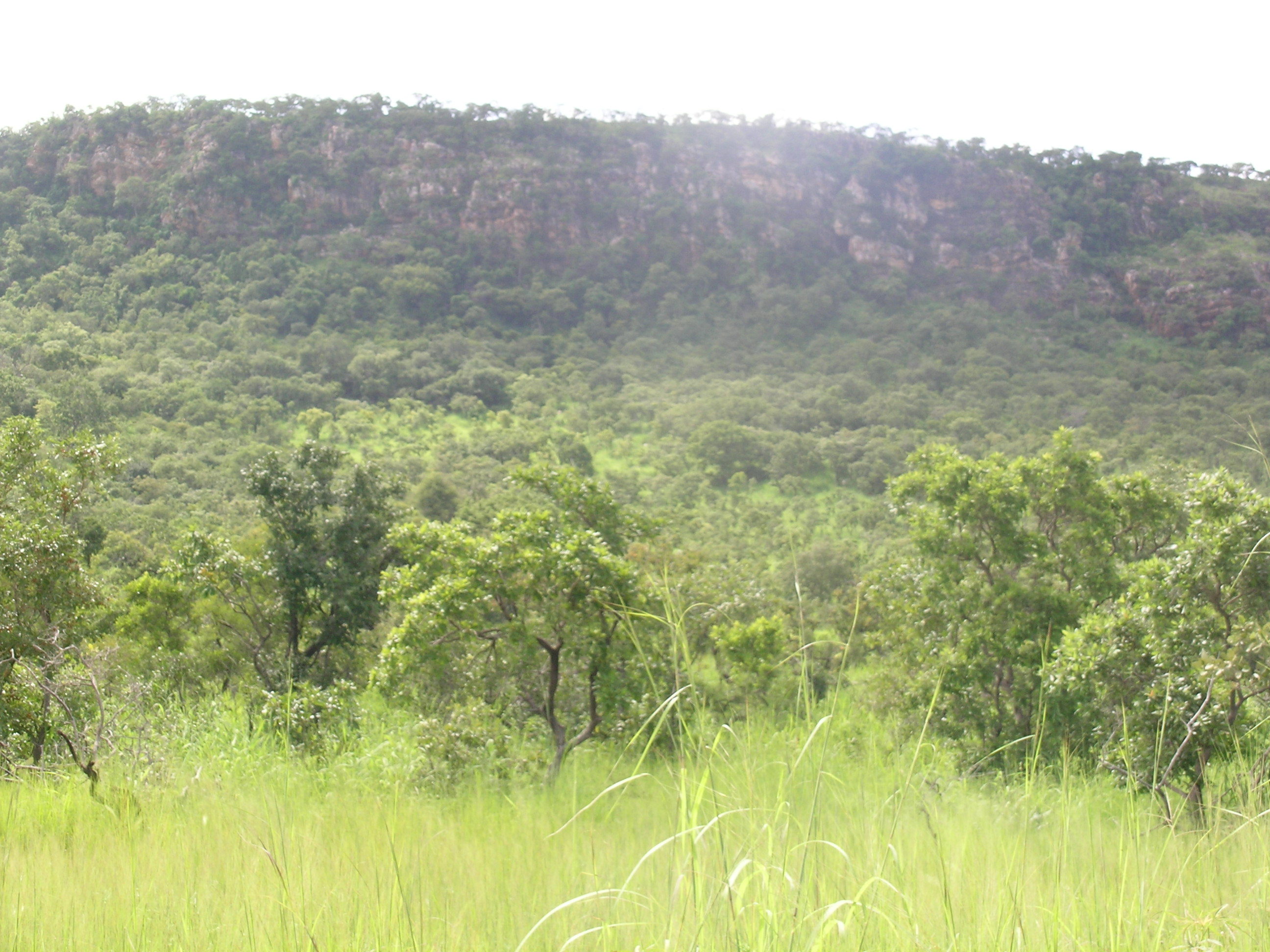
Pohled na pohoří Atakora z národního parku Pendjari (Benin)
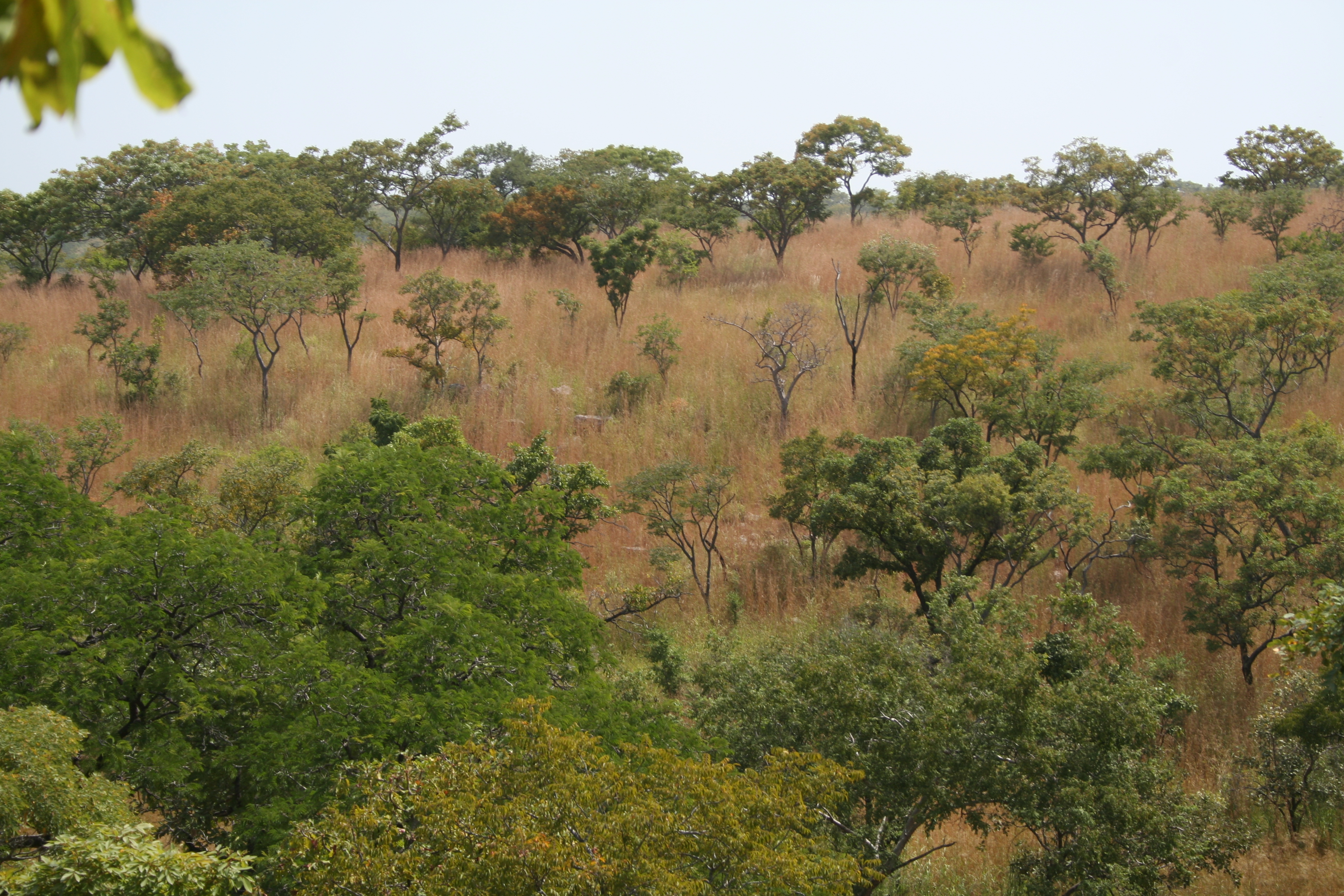
Savana v pásmu Atakora (rezervace Kourtiagou)